# أثقال (أحياء)

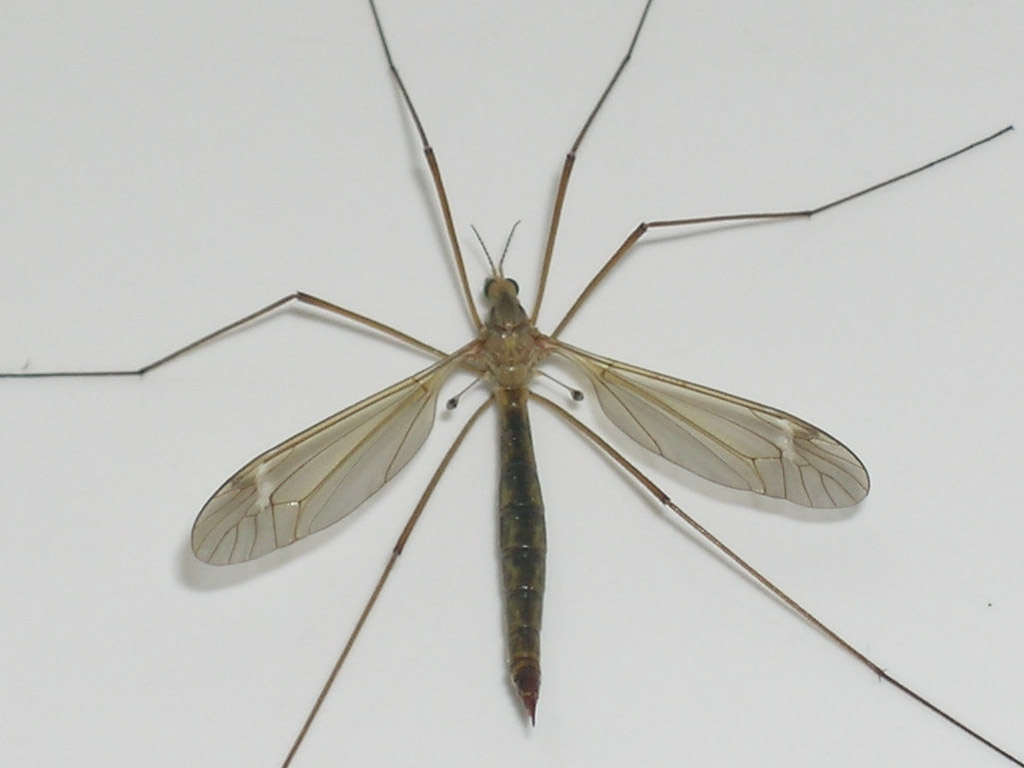
حشرة يظهر على جسدها ثقلان خلف الجناحين (تقريبًا بطول قرني استشعارها) وفي طرف كل منهما عقدة مدورة.

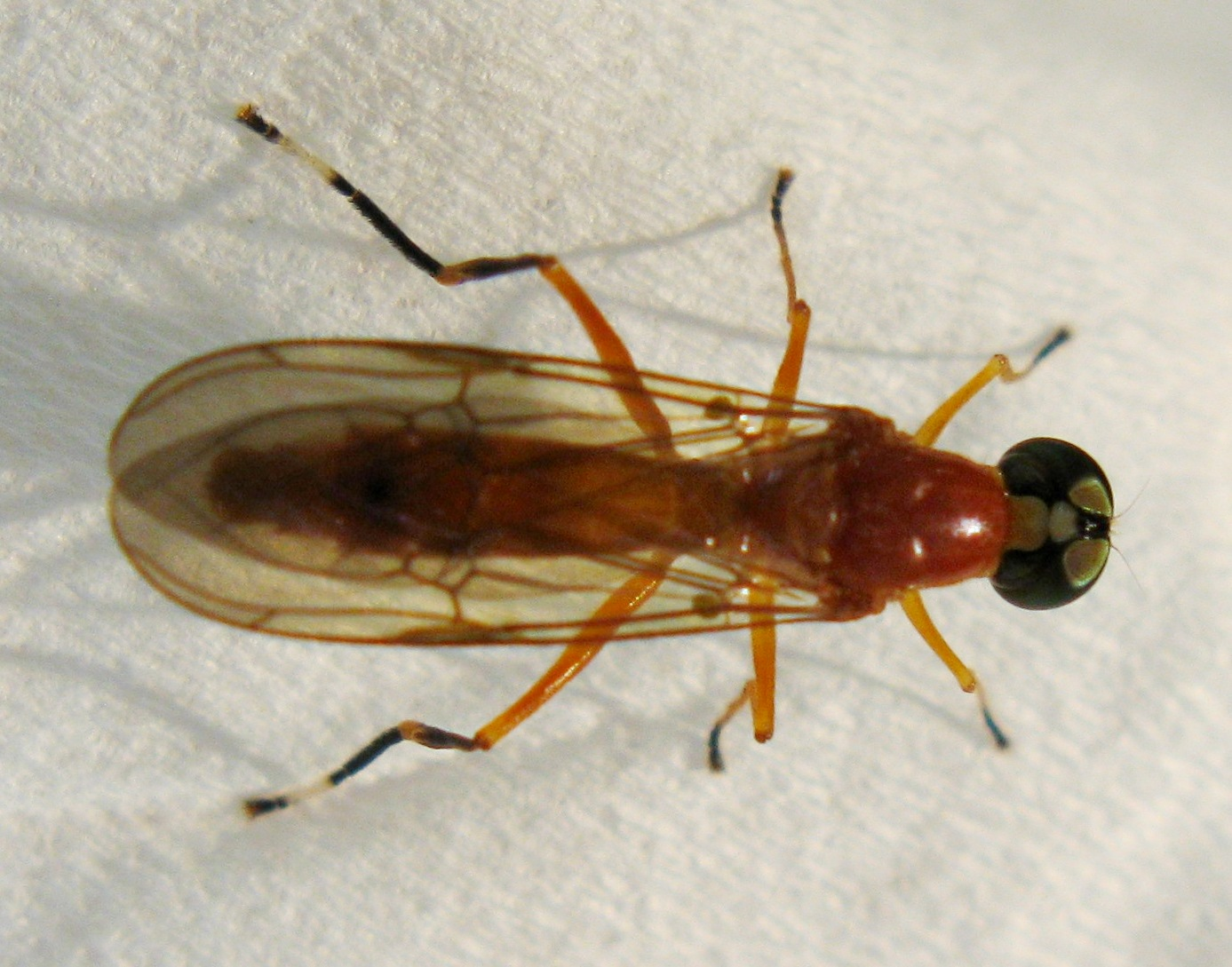
هنا يظهر الثقلان من خلال الجناحين الشفافين.

الرِّزَان رَقَّاص التوازن أو دبوسا الإتزان أو الأثقال (مفردها ثقل، (بالإنجليزية: haltere)‏) هي تركيبات صغيرة تنتهي بعقدة كروية وهي معدلة من الجناحين الخلفيين لبعض الحشرات من ذوات الجناحين. تخفق الأثقال بسرعة وتعمل كجهاز حفظ التوازن؛ حيث تعلم الحشرة بدوران الجسد أثناء الطيران. يأتي مسمى هذا التركيب من آلة ذات عقدتين كروية الشكل في طرفيها .
تطورت الأثقال من الأجنحة. كان لدى نوع الحشرة السلف زوجان من الأجنحة (كما في اليعاسيب وأغلب أنواع الحشرات الطاشرة الأخرى). في رتبة ملتويات الأجنحة (حشرات صغيرة طفيلية على النحل، والدبابير، والصراصير) تطور الجناحان الأماميان إلى ثقلين، بينما في ذوات الجناحين (مثل الذباب، والبعوض، والجرجسة) فإن الجناحين الخلفيين أصبحا ثقلين.
في ذوات الجناحين، يعتمد تكوين الأثقال أثناء الاستحالة على مورثة مثلية Ubx. عند تعطيل هذه المورثة معمليًا فإن الأثقال تنمو في صورة أجنحة مكتملة النمو. هذا مثال ممتاز على آلية النمو التطوري المهمة؛ حيث يمكن أن يتسبب تغيير مورثة مثلية بسيطة في إنشاء نمط ظاهري مختلف كليًا.
ترفرف الأثقال كما ترفرف الأجنحة وتعمل كأجهزة حفظ التوازن المهتزة. تميل الأجسام المهتزة إلى الحفاظ على مستوى اهتزازها إذا كانت دعامتها مائلة، وهذه نتيجة لتأثير كوريوليس. إذا تغير اتجاه بدن الحشرة أثناء الطيران أو دار حول محوره فإن الثقلين المهتزين يبذلان قوة على الجسد. تستشعر الحشرة هذه القوة بأعضائها الحسية الموجودة في قاعدة كل من الثقلين. يتعامد مستويا اهتزاز الثقلين، حيث يشكّل كل منهما زاوية تقارب 45 درجة مع محور الحشرة، وهذا يزيد مقدار المعلومات المستقبلة من الأثقال.
إذن فالأثقال تكون جهازًا لحفظ التوازن وللتوجيه، فهي تساعد هذه الحشرات على أداء مناوراتها الجوية السريعة. إلى جانب كونها توفر أوامر سريعة لتوجيه الجناحين، فإنها تلعب دورًا مهمًا كذلك في حفظ توازن الرأس أثناء الطيران.

## اقرأ ايضا
- برجاد

## وصلات خارجية
- صورة لثقل بعوضة